# Kispásztély
Kispásztély (ukránul: Пастілки [Pasztilki]) település Ukrajnában, Kárpátalján, az Ungvári járásban.

## Fekvése
Perecsenytől északra, Alsópásztély és Bercsényifalva közt fekvő település.

## Története
A falu a 16. század első felében települt. Első írásos említése 1550-ből származik „Also Pazteel” néven. A 16. században „Alsópásztély”-nak nevezték, ez később változott „Kispásztély”-ra (párhuzamosan a szomszédos Begengyátpásztély, más néven Felsőpásztély, később Nagypásztély település nevével). A 17. században ideiglenesen a Kovács- előtagot viselte, egy új kenézcsalád után.
A 18. század végén Vályi András így ír róla: „PASZTELY. Berezna Pasztely, Kis Pasztely, Rosztoka Pasztely, és Kosztolna Pasztely. Négy Orosz falu Ungvár Vármegyében, földes Uraik külömbféle Urak, lakosaik ó hitüek, és másfélék, fekszenek Ungvárhoz mintegy négy mértföldnyire, távolag egymástól, határbéli földgyeik középszerűek, hegyesek, és nehéz mivelésűek.”
Fényes Elek 1851-ben kiadott geográfiai szótárában így ír a faluról: „Pasztély (Kis), orosz falu, Ungh vmegyében, Kis-Bereznához 1 órányira, 146 g. kath., 5 zsidó lak. F. u. a kamara. Ut. p. Ungvár.”
A trianoni béke előtt Ung vármegye Perecsenyi járásához tartozott. Az első világháborút követően a mesterségesen létrehozott Csehszlovákiához csatolták, majd 1938-tól ismét Magyarországhoz tartozott 1944 őszéig, amikor a szovjet csapatok megszállták.
Ennek következtében 1945-ben az Ukrán Szovjet Szocialista Köztársaság, s ezzel együtt a Szovjetunió részévé vált. 1991 óta a független Ukrajna része.

## Népessége
1910-ben 280 lakosából 5 magyar, 16 német, 3 szlovák és 256 ruszin anyanyelvű volt; vallását tekintve pedig 19 római katolikus, 245 görögkatolikus és 16 izraelita.
| 1910 | 280 |
| 2001 | 295 |

A népesség anyanyelv szerinti megoszlása a teljes népesség %-ában (2001)